# Oscar Jonsson (cầu thủ bóng đá)
Oscar Jonsson, sinh ngày 24 tháng 1 năm 1997, là một cầu thủ bóng đá người Thụy Điển thi đấu cho Djurgårdens IF ở vị trí thủ môn.

## Sự nghiệp
Năm 2016 Jonsson được cho mượn đến đội bóng hạng tư Thụy Điển Håbo FF. Năm 2017, anh được cho mượn đến đội hạng ba Enskede IK.

## Sự nghiệp quốc tế
Jonsson từng đại diện cho U-17 Thụy Điển và U-19 Thụy Điển.